# Lydia Prenner-Kasper
Lydia Prenner-Kasper (* 9. November 1982 in Wien) ist eine österreichische Kabarettistin, Schauspielerin und Sängerin.

## Leben und Wirken
Lydia Prenner-Kasper wuchs in Favoriten, dem zehnten Wiener Gemeindebezirk auf und absolvierte neben einer Lehrausbildung zur Bürokauffrau in einem amerikanischen IT-Konzern auch die Matura, der eine weitere Ausbildung zur Sozialpädagogin folgte. In den künstlerischen Bereich startete Prenner-Kasper nach der erfolgreichen Teilnahme am Kabarett-Wettbewerb „Wer bringt den König zum Lachen?“. Es folgten weitere Teilnahmen an Talente-Shows und Wettbewerben im Fernsehen. Ihre Kabarettprogramme (mit starkem autobiographischen Bezug) schreibt und komponiert die Künstlerin selbst. Vor ihrer Karriere als Kabarettistin war Prenner-Kasper im Sozialbereich tätig und hat sich für Menschen mit Behinderung engagiert.
Prenner-Kasper ist verheiratet und Mutter von drei Kindern.

## Kabarettprogramme
- 2011: Red net so schiach!, Kabarett-Soloprogramm, Premiere am 22. Dezember 2011 im Orpheum Wien[3][4][5]
- 2014: Muttitasking …aus dem Leben einer Gebärmutti, Kabarett-Soloprogramm, Premiere am 30. Jänner 2014 im Orpheum Wien[6][7][8]
- 2014: Leise pieselt das Reh, Weihnachtskabarett-Soloprogramm, Premiere am 29. November 2014 im Theaterforum Hof am Leithaberge
- 2016: Weiberwellness, Kabarett-Soloprogramm, Premiere am 29. Jänner 2016 im Orpheum Wien[9]

## Fernsehen
- 2011: Die große Chance, Talente-Wettbewerbsshow, 3. Halbfinale, ORF
- 2012: Österreich rockt den Song Contest (2012), österreichische Vorentscheidung zum Eurovision Song Contest 2013 in Malmö (Schweden), ORF
- seit 2016: Sehr witzig!?, als Anchorwoman gemeinsam mit Gery Seidl, Harry Prünster und einem prominenten Gast, Comedyserie, Puls 4, Ausstrahlung seit dem 22. Februar 2016[10][11]
- seit 2021: Was gibt es Neues?

## Auszeichnungen
- Österreichs Jungkabarettistin 2011[12]